# 12124 Hvar
12124 Hvar (tên chỉ định: 1999 RG3) là một tiểu hành tinh vành đai chính. Nó được phát hiện bởi Korado Korlević ở Đài thiên văn Višnjan ở Višnjan, Croatia, ngày 6 tháng 9 năm 1999. Nó được đặt theo tên the island thuộc Hvar, Croatia.